# GLS Gemeinschaftsbank

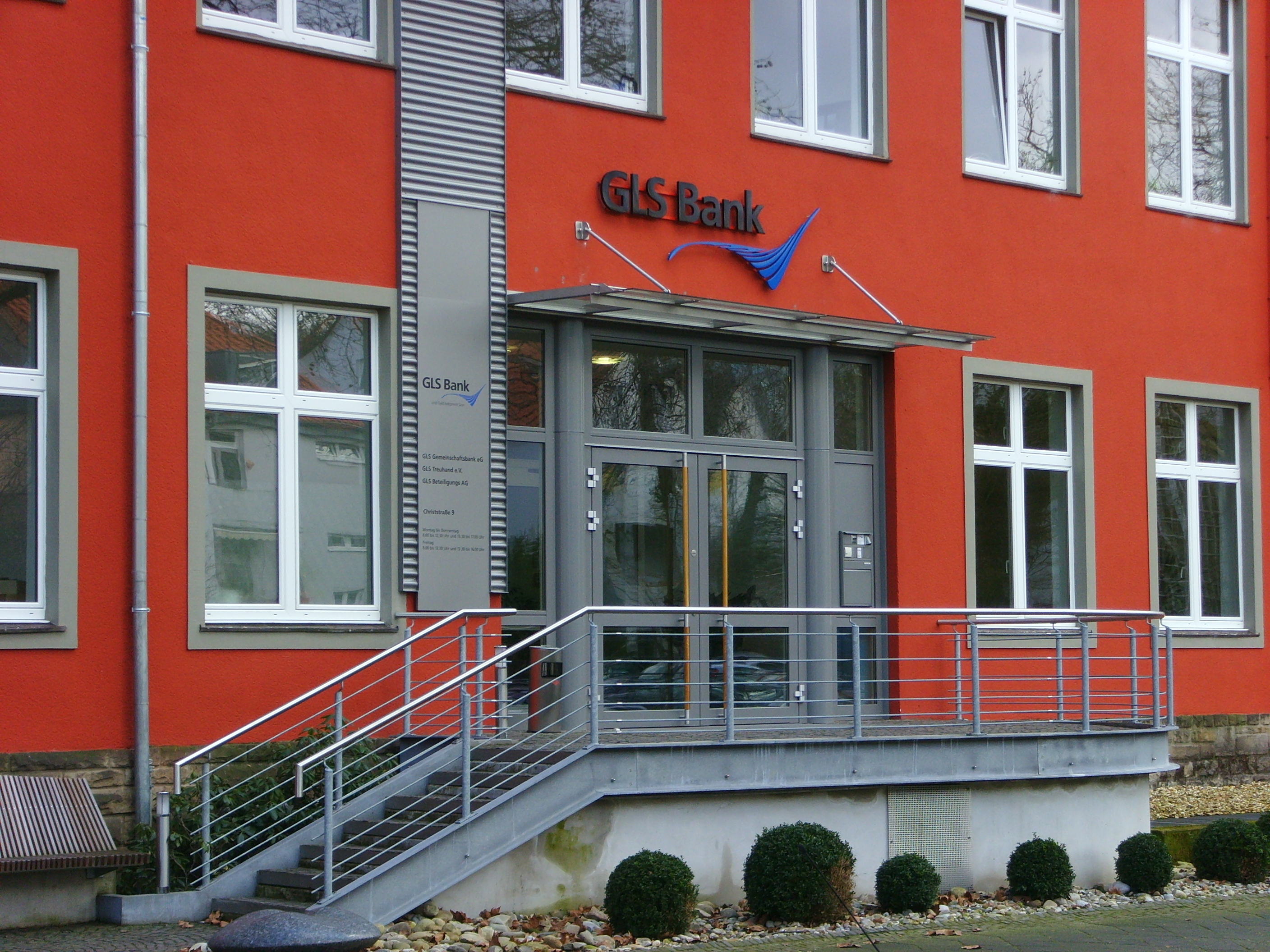
Eingang zum Hauptsitz in Bochum

Die GLS Gemeinschaftsbank eG ist eine deutsche Genossenschaftsbank mit Sitz in Bochum.

## Geschichte
Die GLS Gemeinschaftsbank eG (kurz GLS Bank; die Abkürzung GLS steht für „Gemeinschaftsbank für Leihen und Schenken“) wurde am 11. März 1974 durch die Anthroposophen Gisela Reuther, Wilhelm Ernst Barkhoff, Albert Fink und Rolf Kerler zur Finanzierung einer Waldorfschule gegründet.  Sie war die erste Bank, die nach sozial-ökologischen Grundsätzen arbeitete. Heute versteht sich die GLS Gemeinschaftsbank eG nicht mehr als anthroposophisches Unternehmen. Nach eigenen Angaben begrüßt sie „Vielfalt, Diversität und Inklusion“ und lehnt „Diskriminierung, Rassismus und Nationalismus“ ab.
Im Jahr 1997 fusionierte die GLS Gemeinschaftsbank eG mit der ebenfalls in Bochum ansässigen Gemeinnützigen Kredit-Garantiegenossenschaft eG.
Die GLS Gemeinschaftsbank eG übernahm Anfang 2003 die Geschäfte der in finanzielle Schwierigkeiten geratenen Ökobank eG mit dem Sitz in Frankfurt am Main, die aus der Umweltbewegung hervorgegangen war. Durch die Übernahme der IntegraBank eG mit dem Sitz in München im Jahr 2008 verstärkte die GLS Gemeinschaftsbank eG ihr Engagement auch im christlich-kirchlichen Bereich.
2009 war die GLS Gemeinschaftsbank eG Gründungsmitglied der Global Alliance for Banking on Values.
Letztmals wurde im Jahr 2012 mit der Bürgschaftsbank für Sozialwirtschaft GmbH mit dem Sitz in Köln fusioniert.
Zur Unternehmensgruppe der GLS Gemeinschaftsbank eG gehören heute die GLS Treuhand mit ihren Stiftungen, die GLS Beteiligungs AG, die GLS Energie AG, die GLS Bank Stiftung, die GLS ImmoWert GmbH und die BioBoden Genossenschaft. Seit 2018 hält die GLS Bank einen 15,6%igen Anteil an der Umweltbank AG in Nürnberg. Im Jahr 2021 gründete die Bank außerdem die GLS Investment Management GmbH als Asset Manager für nachhaltige Geldanlagen.
Die GLS Beteiligungs AG entwickelt Eigenkapitallösungen für Unternehmen und Projekte aus den Branchen erneuerbare Energien, ökologische Ernährung sowie nachhaltige Wirtschaft. Sie ist eine Tochter der GLS Gemeinschaftsbank eG und ist international ausgerichtet.

## Geschäftsausrichtung
Die GLS Gemeinschaftsbank betreibt das Universalbankgeschäft. Im Verbundgeschäft arbeitet sie mit der DZ Bank, R+V Versicherung, Bausparkasse Schwäbisch Hall, Teambank, VR Smart Finanz, DZ Hyp und der Union Investment zusammen. Die GLS Gemeinschaftsbank gehört dem Bundesverband der Deutschen Volksbanken und Raiffeisenbanken an.
Die Bank mit etwa 366.000 Kunden (Stand Dezember 2023) finanziert mehr als 11.000 Unternehmen und Projekte pro Jahr, die in Bereichen wie freie Schulen und Kindergärten, Erneuerbare Energien, Behinderteneinrichtungen, Wohnen, nachhaltiges Bauen und Leben im Alter tätig sind. Nicht finanziert werden unter anderem Kernenergie, Embryonenforschung, grüne Gentechnik, Rüstung, Tabak, Kinderarbeit und Tierversuche. Als Teil der Unternehmensphilosophie sieht die Bank die Transparenz in ihrer Kreditvergabe. So werden alle an Unternehmen vergebenen Kredite in der Kundenzeitschrift Der Bankspiegel veröffentlicht.
Zur Transparenz und Mitbestimmung zählt, dass die Kunden bei der Kontoeröffnung bestimmen können, wo ihr Geld angelegt werden soll. Die Einlagen können in folgende Branchen eingebracht werden:
- Erneuerbare Energien
- Ernährung
- Nachhaltige Wirtschaft
- Wohnen
- Bildung und Kultur
- Soziales und Gesundheit

Das Unternehmen ist nach Stop Climate Change zertifiziert, um die Klimabilanz stetig zu verbessern, und veröffentlicht regelmäßig die ökologischen Auswirkungen seiner Tätigkeit. Es fungiert auch als Treuhänder für Klimakompensation im Rahmen des Stop Climate Change Programms.

## Finanzierung
Im November 2016 erhöhte die Bank vor dem Hintergrund der Nullzinspolitik der Europäischen Zentralbank die Kontoführungsgebühren von 2 Euro auf 3,80 Euro im Monat. Am 10. Dezember 2016 beschloss die Mitgliederversammlung die Einführung des GLS-Beitrags, eines zusätzlichen Beitrags je Kunde. Er beträgt 5 Euro im Monat (ab 28 Jahren) und soll die Kernleistungen der Bank auffangen, um so unabhängiger vom Zins zu werden.

## Besondere Angebote

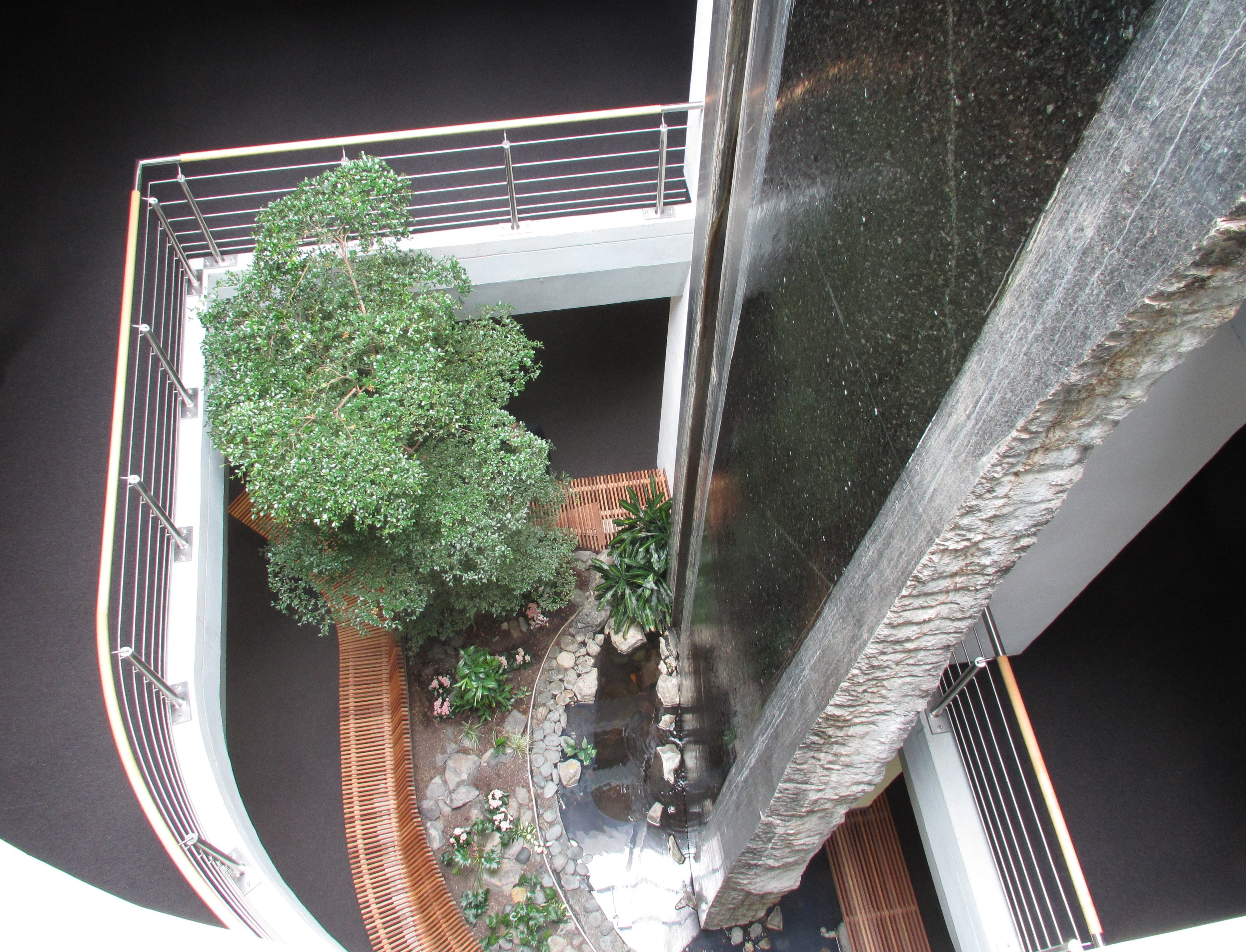
Eingangsbereich des Hauptsitzes mit Wasserwand

### Leih- und Schenkgemeinschaften
Die Leih- und Schenkgemeinschaft der GLS Bank soll es gemeinnützigen Einrichtungen ermöglichen, größere Projekte auf Kreditbasis zu finanzieren. Eine solche Gemeinschaft ist eine Gruppe von bis zu 25 Unterstützern, von denen sich jeder persönlich verpflichtet hat, in Monatsraten von maximal 50 Euro – maximal fünf Jahre lang – an der Rückzahlung des Kredits mitzuwirken.

### Mikrokredite

Das Logo der [https://gls-treuhand.de GLS Treuhand

Mit dem Mikrokreditfonds Deutschland wollte die Bundesregierung Kleinstunternehmen und Gründungen den Zugang zu Kapital erleichtern. Es wurden Mikrokredite von unter 20.000 Euro vergeben, da es für kleine Unternehmen häufig schwierig ist, von größeren Banken Kredite zu erhalten. Ziel des Programms war der Aufbau eines flächendeckenden Mikrokreditangebots in Deutschland. Die Vergabe der Mikrokredite erfolgte durch die GLS Bank, auf Empfehlung von Mikrofinanzinstituten, die am Erfolg beteiligt werden.
Der Mikrofinanzfonds, für den der Bund 100 Mio. Euro zur Verfügung gestellt hatte, sicherte mögliche Kreditausfälle gegenüber der Bank ab. Die GLS Bank hatte seit 2000 im Rahmen von Modellprojekten Mikrokredite vergeben, die Praxisforschung vorangetrieben, Risikokapital bereitgestellt und dabei sowohl öffentliche Stellen als auch private Initiativen eingebunden. Bereits im ersten Jahr konnte die GLS Bank beinahe doppelt so viele Mikrokredite vergeben wie geplant und im zweiten Jahr waren es beinahe dreimal so viele wie zunächst veranschlagt.
Diese Form der Kreditvergabe endete im Jahr 2014, im Jahr 2017 liefen die letzten Kredite aus.

### Zukunftsstiftung Landwirtschaft
Die Zukunftsstiftung Landwirtschaft ist eine Stiftung des GLS Treuhand e. V. Die Geschäftsführung liegt bei der GLS Treuhand. Die Stiftung fördert Initiativen, die zur Verbreitung und Weiterentwicklung der ökologischen Landwirtschaft beitragen sollen. Dazu zählt unter anderem die Förderung der Saatgutforschung und der Tierzucht. Die Stiftung gehört nach eigenen Angaben auch zu den aktiven Trägermitgliedern der Wir haben es satt! Demonstrationen.

### Nachhaltiges Fondsangebot
Die GLS Bank bietet mittlerweile eigene Aktien- und Fondsangebote, die den internen Anlagekriterien entsprechen.

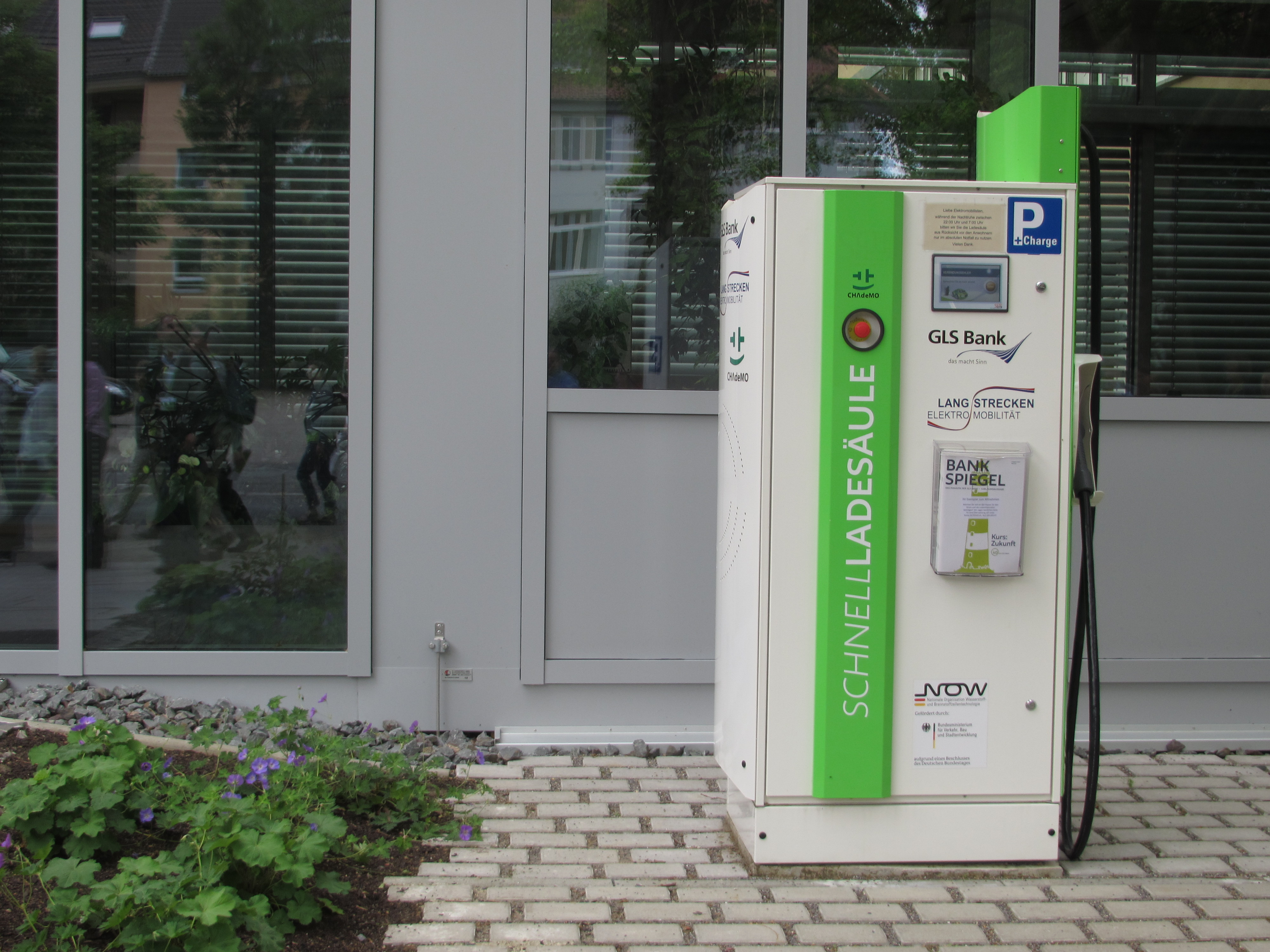
CHAdeMO-Schnellladesäule der GLS Bank

### E-Mobilität
2018 führte die GLS Bank giro-e ein, ein barrierefreies Bezahlsystem für Ladesäulenbetreiber. Zahlungsmittel ist eine Bankkarte mit NFC-Chip. Eine Registrierung ist nicht nötig. Die GLS Bank selbst besitzt mittlerweile 24 Ladepunkte, von denen 8 öffentlich nutzbar sind.

### Diversität
Seit vielen Jahren setzt sich die GLS Bank für Diversität ein, so besteht z. B. der Vorstand zu jeweils 50 % aus Frauen und Männern. Darüber hinaus hat sich die „Initiative Vielfalt“ in der Bank gegründet, um alle Menschen, auch diejenigen aus der „LGBTIQ*-Community“, innerhalb der Bank zu unterstützen. Nachdem man bereits seit 2018 als Transgender oder Non-Binary eine GiroCard mit selbstgewähltem Namen hatte anfordern können, startete im Juni 2022 eine Kooperation mit Mastercard unter dem Titel „True Name“. Die GLS Bank ist damit die erste Bank in Deutschland, die dies ermöglicht.

## Unternehmenszahlen

Entwicklung der Anzahl Kunden und Mitglieder der GLS Bank 2005–2019 (2019: Stand vom 8. November 2019)

| Kennzahl                                                                                                   | 2005          | 2010            | 2011           | 2012               | 2013           | 2014           | 2015          | 2016          | 2017          | 2018          | 2019          | 2020           | 2021           | 2024           |
| Kunden Veränderung [%]                                                                                     | 47.500        | 91.000 + 24,65  | 116.500 + 27,5 | 143.000 + 23,3     | 165.000 + 16,0 | 188.000 + 14,0 | 193.314 + 2,8 | 210.894 + 9,1 | 212.482 + 0,8 | 218.000 + 2,6 | 242.000 + 11  | 280.000 + 15,7 | 321.000 + 14,6 | 378.000 + 2,9  |
| Mitglieder Veränderung [%]                                                                                 | 14.000        | 17.500 + 6,1    | 22.150 + 26,6  | 27.400 + 23,7      | 32.400 + 23,7  | 37.293 + 15,1  | 41.982 + 12,6 | 46.313 + 10,3 | 48.398 + 4,5  | 52.222 + 7,9  | 65.300 + 25,0 | 83.500 + 29,5  | 104.000 + 24,6 | 143.300 + 10,0 |
| Mitarbeiter (ohne GLS Treuhand)                                                                            | 152           | 323             | 407            | 430                | 450            | 519            | 527           | 524           | 514           | 582           | 674           | 700            | 820            | 900            |
| Bilanzsumme [Mrd. Euro] nur GLS Bank, ohne GLS Treuhand und GLS BAG, jährliche Veränderung zum Vorjahr [%] | 0,5554 + 11,7 | 1,67 + 36,7     | 2,26 + 22,5    | 2,715 + 20,0       | 3,238 + 19,3   | 3,638 + 12,4   | 4,175 + 14,7  | 4,596 + 10,1  | 5,056 + 10,0  | 5,681 + 12,4  | 6,714 + 18,0  | 8,026 + 19,5   | 9,233 + 15,0   | 10,7 + 8,3     |
| Geschäftsvolumen [Mrd. Euro] GLS Gruppe (Bank, Treuhand/Stiftungen und Beteiligungsgeschäft)               | 0,614         | 2,4             | 2,497          | 2,954              |                |                |               |               |               |               |               |                |                |                |
| Kundeneinlagen [Mrd. Euro] Veränderung [%]                                                                 | 0,478         | 1,602           | 1,969          | 2,354 + 19,5       | 2,817 + 19,7   | 3,138 + 12,0   | 3,618 + 15,3  | 3,904 + 7,9   | 4,134 + 5,9   | 4,668 + 12,9  | 5,565 + 19    | 6,616 + 18,9   | 7,671 + 15,9   | 8,9 + 8,4      |
| Eigenkapital [Mio. Euro] Veränderung [%]                                                                   | 31,1          | 86,7            |                | 160                | 197            | 245            | 299           | 339           | 405           | 470           | 545           | 632 + 15,9     | 707 + 11,9     | 809 + 4,3      |
| Geschäftsguthaben [Mio. Euro]                                                                              |               |                 |                |                    |                | 177            | 232           | 270           | 334           |               |               |                |                |                |
| Kreditvolumen [Mio. Euro] (davon Neuvergabe: Volumen / Anzahl) Veränderung [%]                             | 318           | 877 372 / 7.300 | 1.122          | 1.417 543 / + 26,2 | 1.652 + 16,6   | 1.900 + 15     | 2.130 + 11,6  | 2.452 + 15,2  | 3.037 + 23,8  | 3.353 + 10,4  | 3.770 + 13    | 4.219 + 11,9   | 4.432 + 5,0    | 5.700 + 8,0    |
| Mikrokredite (Anzahl / Volumen [Mio. €])                                                                   |               | 1.750 ~ 10      | 6.630 39,8     |                    |                | keine          | keine         | keine         | keine         | keine         | keine         |                |                |                |

## Auszeichnungen und Umfrageergebnisse

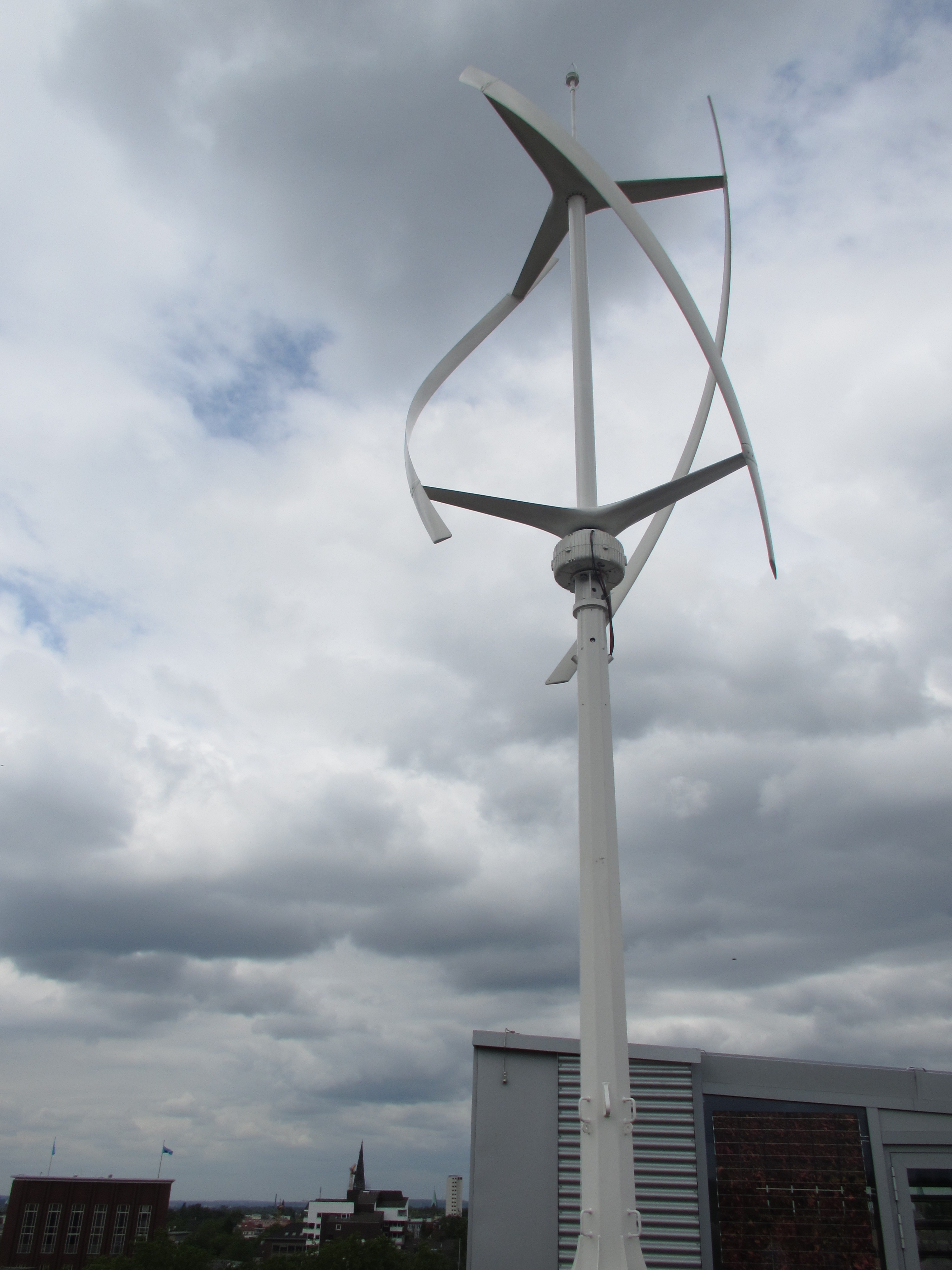
Windkraftanlage auf dem Dach des Erweiterungsbaus Christstraße 11

Die GLS Gemeinschaftsbank erhielt eine Reihe von Auszeichnungen und Preisen.
Sie wurde beispielsweise 2012 mit dem Deutschen Nachhaltigkeitspreis und von der Financial Times und der Internationalen Finanz-Corporation zur nachhaltigsten Bank des Jahres in Europa gekürt. Positiv hervorgehoben wurde hierbei auch ihr Engagement für Flüchtlinge und gegen Rassismus. Im Jahr 2019 gewann die GLS Bank erneut zusammen mit Bio Foods (PVT) aus Sri Lanka den Deutschen Nachhaltigkeitspreis in der Kategorie „Unternehmenspartnerschaften“. 2023 wurde sie in der Kategorie „Kreditinstitute“ erneut mit dem Preis ausgezeichnet.
In Umfragen der Zeitschrift Börse Online, des Nachrichtensenders n-tv sowie des Deutschen Instituts für Service-Qualität wurde die GLS Bank in den Jahren 2010 bis 2023 zur Bank des Jahres in der Gesamtwertung und in der Kategorie Spezialbanken gewählt. Die Basis waren nicht repräsentative Online-Umfragen, an der teils mehr als 33.700 Teilnehmer ihre Institute bewerteten (150 deutsche Banken, darunter alle großen Privat- und Genossenschaftsbanken sowie Sparkassen). Beurteilt wurde beispielsweise die Qualität des Angebots und der Beratung sowie die Transparenz und Sicherheit der Institute. Mehr als die Hälfte der teilnehmenden GLS-Kunden waren jünger als 35 Jahre und gut gebildet.
Bei einem großen deutschen Bankentest mit über 100.000 Kunden im Frühjahr 2011 erhielt sie Bestnoten im Service sowie die beliebteste Baufinanzierung attestiert.
Das Blog der GLS Bank besteht seit November 2008 und wurde 2016 mit dem Goldenen Blogger in der Sparte Corporate Blogs ausgezeichnet.

## Über das Bankgeschäft hinausgehende Aktivitäten
Die GLS Bank ist eines der etwa 100 Gründungsmitglieder des 2017 als Verein für eine nationale CO2-Abgabe gegründeten Klimaschutz im Bundestag e. V. Ein wesentlicher Punkt der angestrebten CO2-Abgabe ist, dass sie für jeden einzelnen Bürger kostenneutral sein soll. Durch den Umbau des Steuersystems sollen Abgaben wie EEG-Umlage und die Stromsteuer abgeschafft und im gleichen Umfang eine Abgabe auf CO2 eingeführt werden.
Die GLS ist dem Bundesverband Nachhaltige Wirtschaft angeschlossen. Vom rechten Gedankengut hatte man sich mit der Kontokündigung der Desiderius-Erasmus-Stiftung (AfD) im Mai 2018 distanziert.

## Geschäftsgebiet
Das Geschäftsgebiet liegt im gesamten Bundesgebiet.
An diesen Orten betreibt die Bank Filialen:
- Bochum (Zentrale, Sitz)
- Frankfurt am Main (Geschäftsstelle)
- Freiburg im Breisgau (Geschäftsstelle)
- Hamburg (Geschäftsstelle)
- Stuttgart (Geschäftsstelle)
- Berlin (Geschäftsstelle)
- München (Geschäftsstelle)